# Picus (gènere)
Picus és un gènere d'ocells de la família dels pícids (Picidae) que habita zones forestals d'Europa, Àsia i Àfrica del Nord. L'única espècie habitual als Països Catalans és el picot verd.
Són picots grans, normalment verds per sobre. Ponen els seus ous blancs en un niu fet a un buit del tronc d'un arbre, generalment folrat d'estelles de fusta.
S'alimenten principalment d'insectes, amb algunes espècies especialitzades en formigues o termites. Algunes espècies també consumeixen fruites i ous. Els insectes són capturats per un moviment ràpid de la llarga i apegalosa llengua a l'interior del seu amagatall.

## Llista d'espècies
Se n'han descrit 15 espècies dins aquest gènere:
- picot verd del Japó (Picus awokera).
- picot cendrós (Picus canus).
- picot de clatell groc petit (Picus chlorolophus).
- picot ferruginós (Picus dedemi).
- picot verd emmascarat (Picus erythropygius).
- picot de clatell negre (Picus guerini).
- picot de clatell groc ala-roig (Picus puniceus).
- picot verd collroig (Picus rabieri).
- picot verd ibèric (Picus sharpei).
- picot verd escatós (Picus squamatus).
- picot verd del Magrib (Picus vaillantii).
- picot verd de Blyth (Picus viridanus).
- picot verd comú (Picus viridis).
- picot verd cuanegre (Picus vittatus).
- picot verd cuagroc (Picus xanthopygaeus).